# Mar Coll
Pour les articles homonymes, voir Coll.
Mar Coll, née en 1981 à Barcelone, est une cinéaste catalane.

## Biographie
Dans sa jeunesse, elle est élève au Lycée français de Barcelone. 
En 1999, pour ses études supérieures, elle choisit de s'inscrire à l'École supérieure de cinéma et d'audiovisuel de Catalogne (ESCAC) de l'université de Barcelone. Pour son diplôme en 2004, elle réalise le court-métrage La última polaroid, récompensé au Festival international du film fantastique de Catalogne qui se déroule à Sitges en 2005.
En 2009, elle réalise le film Tres dies amb la família avec la scénariste Valentina Viso.
En 2013 sort son film Tots volem el millor per a ella, reconnu aux Prix Gaudí et aux Prix Goya.
En 2024, elle réalise Salve Maria, prix Feroz du meilleur film en 2025, évoquant le sujet de la maternité, librement adapté du livre Pas les mères de Katixa Agirre, avec la jeune actrice Laura Weissmahr (lauréate pour le film du prix Goya du meilleur espoir féminin et le Prix Gaudí de la révélation), et l'acteur Oriol Pla. 
L'avant-première en France est prévue en juillet 2025 à Paris, pour une sortie nationale le 20 août  2025.

## Filmographie

### Films court métrage
- 2004 : La última polaroid (court métrage)
- 2015 : La inquilina (court métrage)

### Série télévisée
- 2018 : Matar al padre (série télévisée)

### Films long métrage
- 2009 : Tres dies amb la família
- 2013 : Tots volem el millor per a ella
- 2025 : Salve Maria